# Nghệ thuật Trung Quốc

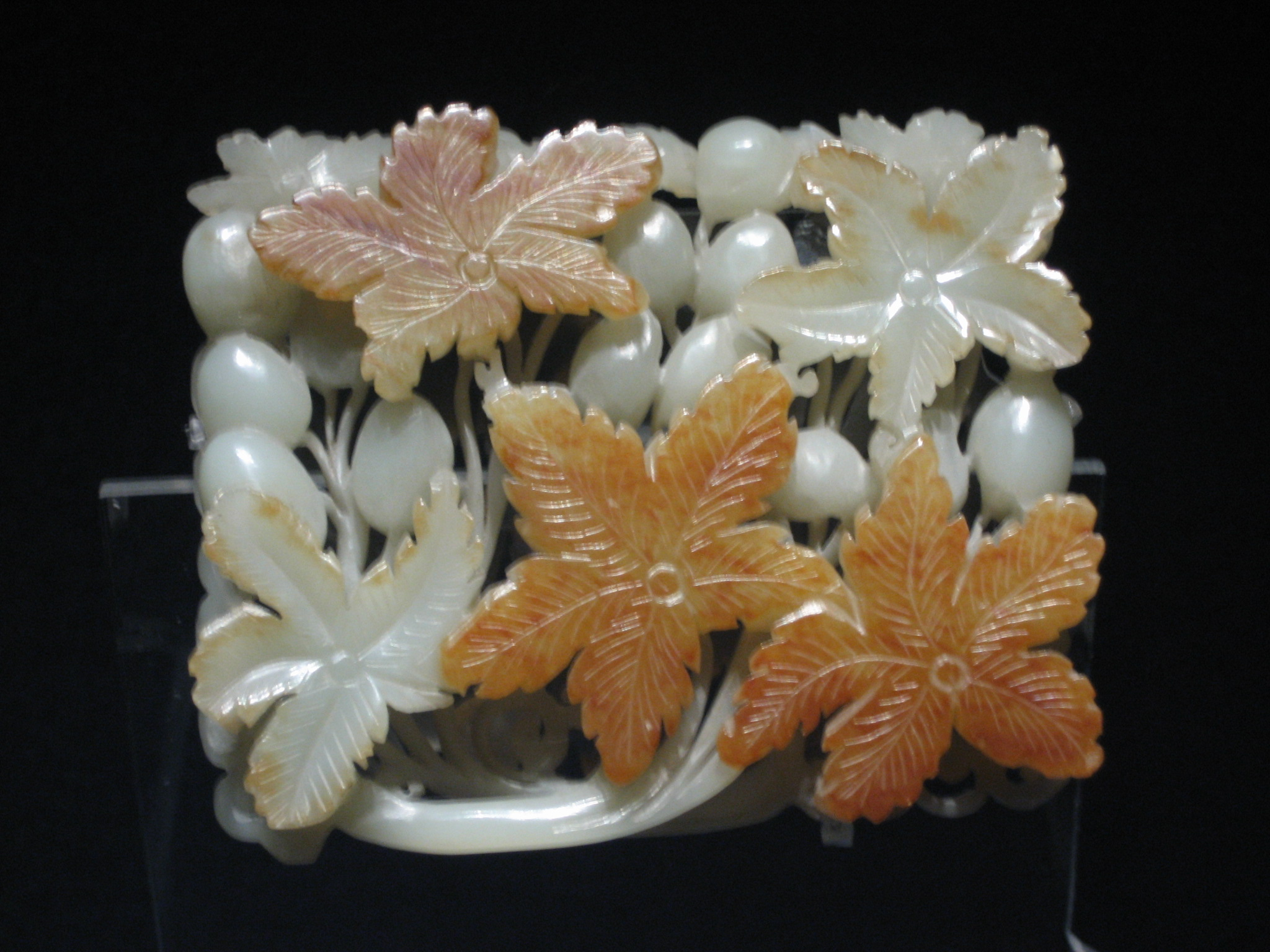
Đồ trang trí bằng ngọc, Nhà Kim, Trung Quốc.

Nghệ thuật Trung Quốc bao gồm nhiều mảng nghệ thuật phong phú và đa dạng như nghệ thuật dân gian, văn học, hội họa, âm nhạc, sân khấu, kiến trúc và nghệ thuật vườn cảnh, trải qua quá trình lịch sử lâu đời.
Đó là các loại hình nghệ thuật như: múa dân gian truyền thống, âm nhạc dân gian với nhiều loại nhạc cụ dân tộc (đàn tam thập lục, sáo, nhị, đàn tì bà, đàn nguyệt, trống...). Đặc biệt Trung Hoa nổi tiếng với nền kinh kịch cổ truyền mang đầy đủ các nét nghệ thuật cả hát, múa, biểu diễn, sân khấu và nội dung mang kịch tính.